# Hénoc Muamba
Pour les articles homonymes, voir Muamba.
(en) Statistiques sur pro-football-reference
(en) Statistiques sur statscrew
Hénoc Muamba (né le 23 février 1989 à Kinshasa au Zaïre) est un joueur canadien d'origine congolaise de football américain et football canadien. Il évolue en tant que linebacker (secondeur).

## Biographie

### Jeunesse
Né à Kinshasa au Zaïre (actuellement la République démocratique du Congo), Muamba emménage avec sa famille à Montréal lorsqu'il avait 5 ans. À l'adolescence, il déménage en Ontario, dans la ville de Mississauga, et commence à jouer au football canadien à son école secondaire.

### Carrière universitaire
Il quitte l'Ontario pour la Nouvelle-Écosse en 2007 en s'alignant pour l'équipe des X-Men de l'Université Saint-Francis-Xavier. Jouant comme secondeur, il réalise un total de 149,5 plaquages en quatre saisons, le plus haut total pour un joueur de Saint-Francis-Xavier. Il remporte deux fois le titre de joueur défensif de l'année au sein du Sport universitaire de l'Atlantique et à sa dernière saison, il est désigné meilleur joueur défensif du Sport interuniversitaire canadien.

### Carrière professionnelle
Il est sélectionné en première position lors du repêchage de 2011 de la Ligue canadienne de football par les Blue Bombers de Winnipeg. À sa troisième saison, en 2013, il se démarque en réalisant 111 plaquages, un sack et une interception. Il se voit ainsi remettre le trophée Lew-Hayman du meilleur joueur canadien dans la division Est et est nommé dans l'équipe d'étoiles de la LCF. Le 5 février 2014, il est libéré par les Blue Bombers afin de laisser signer une entente avec une équipe de la NFL. Le lendemain, il signe avec les Colts d'Indianapolis.
Au sein des Colts, il parvient à intégrer l'effectif principal des 53 joueurs pour le début de la saison 2014. Principalement utilisé comme relève ainsi que dans les unités spéciales, il joue 13 parties et réalise 6 plaquages. Il est libéré avant le début de la saison 2015, après avoir joué les parties préparatoires.
Quelques semaines après avoir été libéré des Colts, il retourne dans la LCF fin septembre 2015 en signant avec les Alouettes de Montréal. Malgré une performance de 14 plaquages et une interception en 4 parties, il est libéré par les Alouettes en février 2016.
Le 30 juillet 2016, il tente un retour dans la NFL en signant avec les Cowboys de Dallas et prend part aux matchs préparatoires, mais est libéré lors des dernières coupures le 2 septembre. Il effectue ensuite un nouveau retour dans la LCF en signant avec les Roughriders de la Saskatchewan et joue deux saisons. Libéré par les Roughriders en 2018, il retourne avec les Alouettes de Montréal en avril 2018 en signant pour trois ans. En mars 2021, il signe en tant qu'agent libre avec les Argonauts de Toronto. Lors du match de la coupe Grey remporté par les Argonauts, il brille en particulier par une interception en fin de match qui assure virtuellement la victoire à son club. À l'issue de la partie il est récompensé des titres de joueur par excellence du match et de meilleur Canadien.
En février 2024, il annonce sa retraite du football professionnel.

## Honneurs
- 2010 : Trophée du Président (Meilleur joueur défensif du Sport interuniversitaire canadien)[4]
- 2013 : Trophée Lew-Hayman
- 2013 : Équipe d'étoiles de la Ligue canadienne de football
- 2019 : Joueur canadien par excellence de la Ligue canadienne de football
- 2022 : Joueur par excellence de la coupe Grey (en) et Meilleur joueur canadien de la coupe Grey (en)